# Vic and Flo Saw a Bear
Vic and Flo Saw a Bear (Vic et Flo ont vu un ours) è un film del 2013 diretto da Denis Côté.